# Lehmann & Leyrer

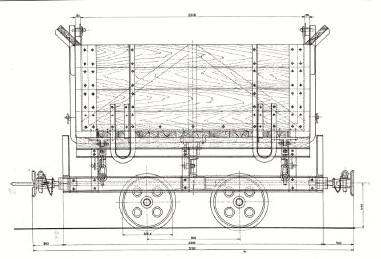
Einseitiger Kastenkipper mit eisernem Untergestell für 3 m³ Inhalt, 760 mm Spurweite, Zeichnung der Firma Lehmann & Leyrer

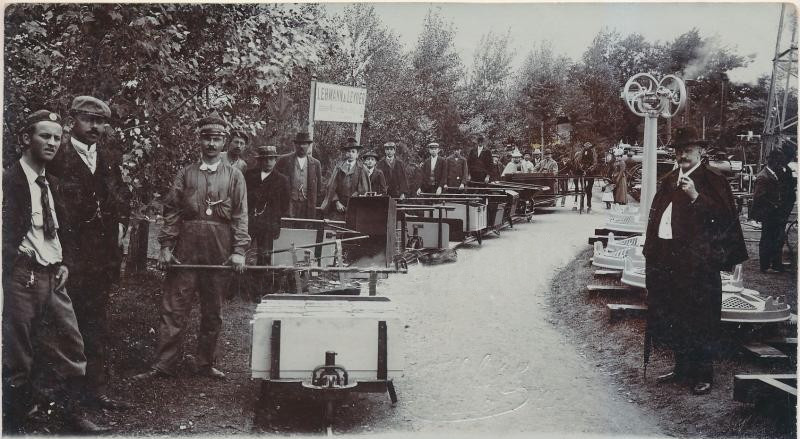
Einschienenbahn der Firma Lehmann & Leyrer auf einer Ausstellung in Triest, 11. August 1901

Lehmann & Leyrer war eine Maschinenfabrik und Eisengießerei in Wien, die anfangs auf Industrie- und Feldbahnen sowie Krane spezialisiert war.

## Geschichte
Das Unternehmen wurde 1873 gegründet. Nach einem Firmenzusammenschluss nannte es sich ab 1894 Vereinigte Metallwerke Negedlys August Nachfg. Lehmann & Leyrer. Es trug um 1906 den kürzeren Firmennamen August Negedly, Nachfolger Lehmann & Leyrer oder Negedlys August Nachfg. Lehmann & Leyrer.
1901 erwarb Siegmund Sachsel (* 3. November 1873 Mährisch Ostrau; † 2. März 1928 in Wien) die Gießerei A. Negedly in Wien, erweiterte das Erzeugungsprogramm um den Bau von Kellereieinrichtungen und wurde 1906 mit seinen neuentwickelten Fahrküchen Armeelieferant. Im selben Jahr gründete er eine Zweigfabrik in Preßburg (Bratislava). 1911 kaufte Sachsel die Feldbahnwerke Lehmann & Leyrer in Wien XII., wandelte sie 1924 in eine selbständige AG um und übersiedelte die Negedlywerke nach Wöllersdorf. Neben Metall- und Eisenguss wurde die Erzeugung von Kunstseidenmaschinen aufgenommen.
Die Fabrik lag in der Hütteldorferstraße 96 und 102 in Wien-Breitensee und hatte um 1912–1916 etwa 250 Beschäftigte. Sie produzierte neben Feld- und Waldbahnen unter anderem auch Krane, Bagger und Straßenwalzen. Sie beschaffte sich die folgenden Maschinen für die Fertigung der von ihr hergestellten Produkte:
- 1884: Biege-, Bohr-, Hobel-, Loch-, Wulstmaschinen, Drehbänke, Sägen, Scheren
- 1894: kombinierte Lochmaschine und Schere, Bohrmaschinen für Fußbetrieb, Shapingmaschine, amerikanische Metallsäge der Marke Stern
- 1906: Shapingmaschinen
- 1908: Reifenbiege-, Rundbiege-, Wulstmaschinen
- 1909–1912: Werkzeugmaschinen[5]

Um 1916 wurden insbesondere Piloten-Schlagmaschinen (Dampframmen) für Eisenbahn- und Kriegsbrücken hergestellt und vermarktet.
In der Nachkriegszeit des Ersten Weltkriegs wurde auf dem ehemaligen Firmengelände des aufgelassenen Unternehmens zwischen Hütteldorfer Straße und Heinrich-Collin-Straße von 1927 bis 1929 in mehreren Bauabschnitten der Béla-Somogyi-Hof  errichtet (Hütteldorfer Straße 150–158).